# Haken
Gli Haken sono un gruppo musicale progressive metal britannico formatosi nel 2007.

## Storia del gruppo

### Primi anni (2007-2008)

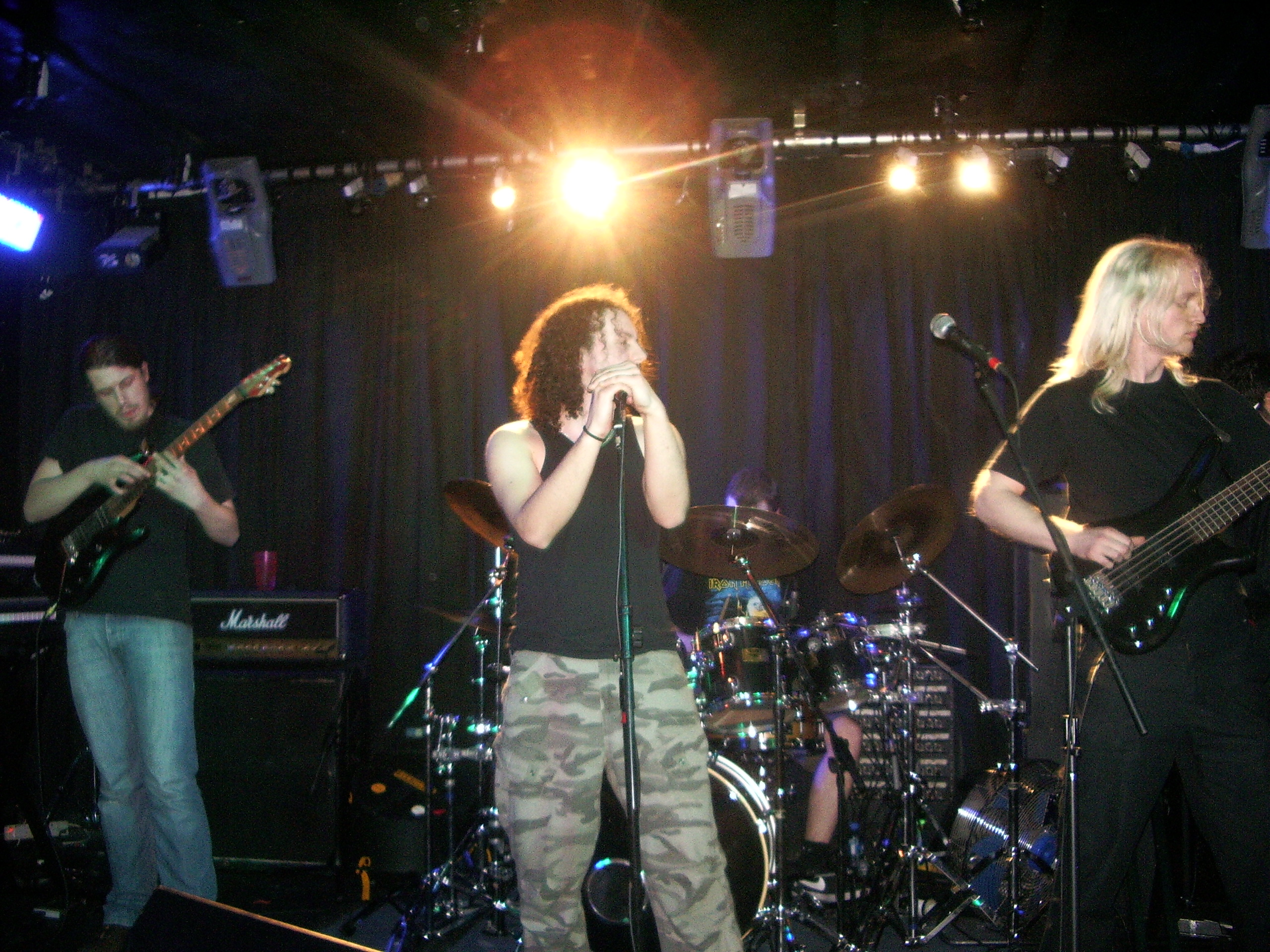
Gli Haken in concerto nel 2009

Gli Haken nacquero nel 2007 per iniziativa del tastierista dei To-Mera Richard Henshall insieme a due amici di scuola, il cantante Ross Jennings e il chitarrista Matthew Marshall. A completare la prima formazione sono stati il tastierista Peter Jones, conosciuto dal gruppo su un forum, il batterista Raymond Hearne, contattato dallo stesso Jones, e il bassista Thomas Maclean, già chitarrista dei To-Mera. Con questa prima formazione, gli Haken si sono esibiti per la prima volta nel luglio 2007 in un bar di Londra, registrando il tutto esaurito e ottenendo un gran successo, e la settimana seguente in locale chiamato The Peel in Kingston, a cui seguirono poi diverse serate in altri locali del paese.
Nel corso dell'anno gli Haken hanno registrato e distribuito il primo demo, contenente i brani Souls e Snow, mentre nel 2008 hanno pubblicato il secondo demo Enter the 5th Dimension, contenente i due brani del 2007 e quattro nuove registrazioni; nell'estate dello stesso anno Marshall e Jones hanno abbandonato il gruppo, venendo sostituiti rispettivamente da Charlie Griffiths e da Diego Tejeida. Uno dei brani del secondo demo, Black Seed, è stato inserito successivamente nella raccolta Classic Rock Presents Prog: Prognosis 2 del 2009.

### AquariuseVisions(2009-2011)

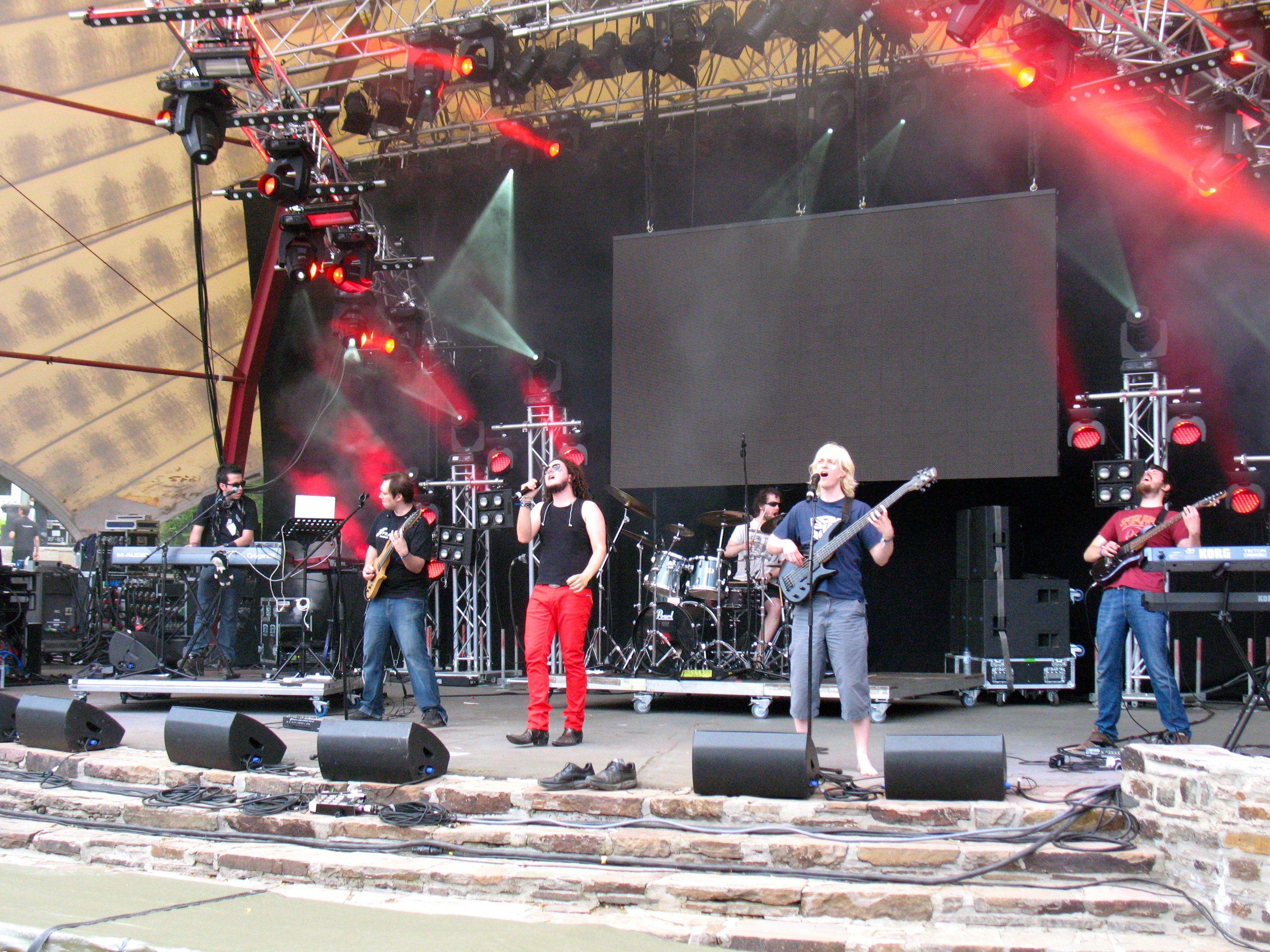
Il gruppo dal vivo nel 2011

Nel gennaio 2009 gli Haken sono stati scelti dai King's X come gruppo di apertura per i loro concerti di Wolverhampton e Londra, tenuti a gennaio, e nel corso dell'anno si sono esibiti in tutto il Regno Unito come artisti di supporto ai Bigelf. Nel 2010 hanno inciso il primo album in studio, Aquarius, pubblicato nello stesso anno dall'etichetta discografica Laser's Edge. Della durata complessiva di 72:44, l'album ha ottenuto giudizi e critiche positive ovunque, soprattutto da parte dei magazine Classic Rock Presents Prog, Prog Archives, e AllMusic, permettendo quindi al gruppo di essere ufficialmente riconosciuto come uno dei gruppi progressive britannici più giovani e promettenti.
Nell'ottobre 2010 il gruppo si è esibito nella seconda giornata del ProgPower Europe in qualità di artisti di supporto agli Shadow Gallery.
Il 25 ottobre 2011 è stato reso disponibile il secondo album in studio Visions, concept album dalle sonorità tipicamente progressive metal.

### The MountaineRestoration(2013-2014)

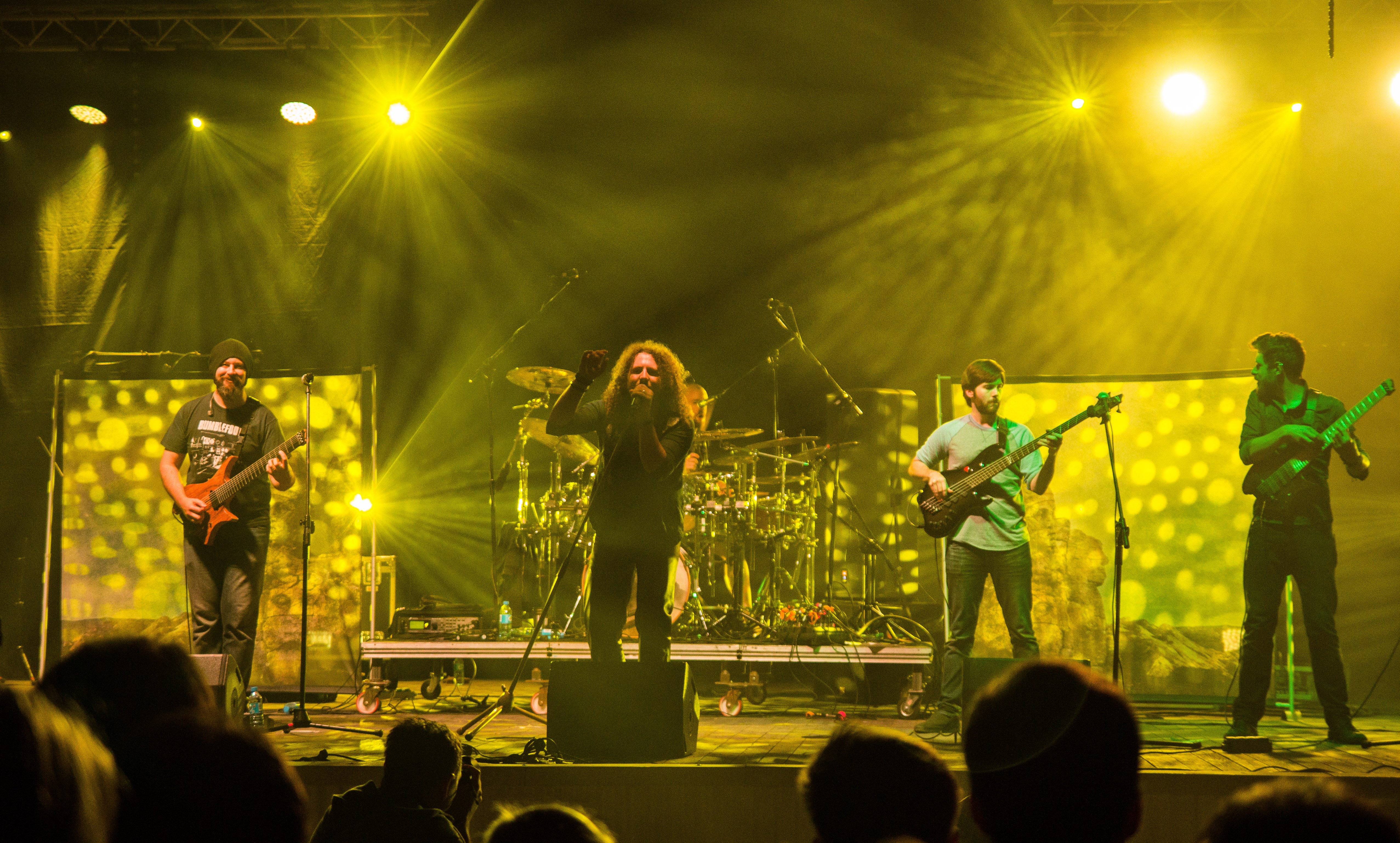
Gli Haken all'Ino Rock Festival di Inowrocław nel 2014

Il 4 febbraio 2013 gli Haken hanno firmato un contratto discografico con la Inside Out Music, con la quale hanno pubblicato il terzo album in studio The Mountain il 2 settembre dello stesso anno. Costituito da nove brani, l'album è stato anticipato dal brano Atlas Stone, reso disponibile dal 17 luglio, e promosso anche dai video dei brani Pareidolia e Cockroach King, usciti rispettivamente il 5 agosto e il 16 settembre.
Il 25 settembre 2013 gli Haken hanno annunciato attraverso la propria pagina Facebook che il bassista Thomas MacLean avrebbe lasciato il gruppo al termine del Prog Stage Festival, tenuto in Israele nel mese di ottobre dello stesso anno. Dopo alcune audizioni, il ruolo di bassista è stato preso da Conner Green.
L'8 settembre 2014 gli Haken hanno annunciato attraverso Facebook la pubblicazione del primo EP, intitolato Restoration e pubblicato il 27 ottobre dello stesso anno. L'EP contiene tre rifacimenti di altrettanti brani originariamente realizzati per il demo del 2008 Enter the 5th Dimension ed è stato anticipato dal videoclip di Darkest Light, pubblicato il 24 settembre.

### Affinity(2014-2018)

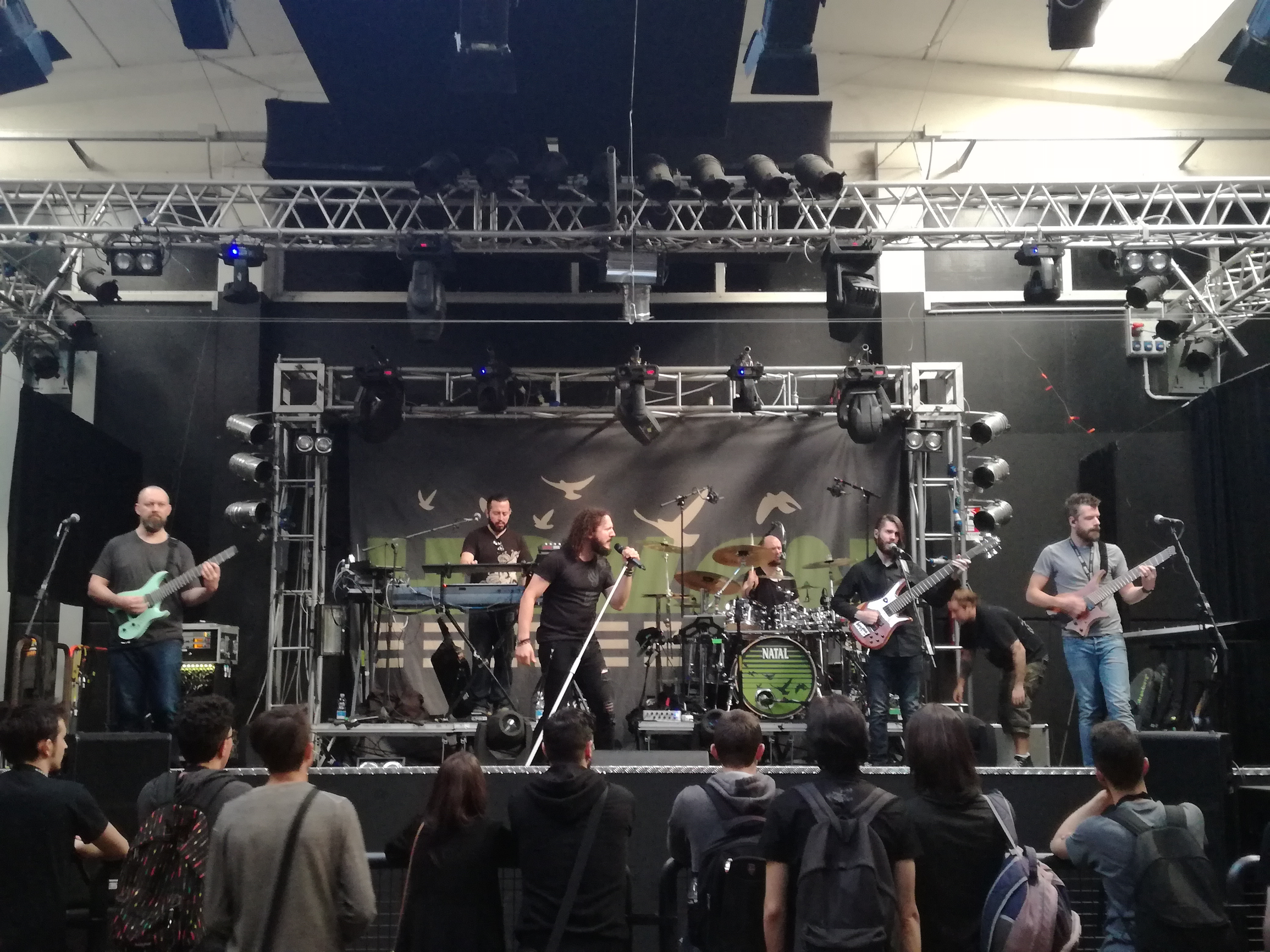
Gli Haken durante un soundcheck a Bologna nel 2017

L'8 settembre 2014 gli Haken hanno rivelato di aver iniziato la composizione del materiale per il loro quarto album in studio; una prima rivelazione sulla possibile direzione dell'album è stata fornita dal chitarrista Richard Henshall nel corso di un'intervista concessa a Prog Sphere, sperando inoltre che lo stesso esca verso la fine del 2015:
 Attraverso Facebook, il gruppo ha annunciato di aver iniziato «a mettere insieme una bella collezione di musica folle per il quarto album», mentre tra settembre e ottobre 2015 si sono esibiti dal vivo come gruppo di supporto ai Between the Buried and Me durante il The Coma Ecliptic Tour II di questi ultimi.
Il 9 febbraio 2016 il gruppo ha presentato attraverso una sottopagina del proprio sito ufficiale il quarto album, intitolato Affinity e pubblicato il 29 aprile dello stesso anno. Prodotto dal gruppo stesso e missato da Jens Bogren, l'album contiene nove brani, tra cui The Architect, inciso insieme a Einar Solberg dei Leprous, e i singoli Initiate e The Endless Knot, rispettivamente usciti il 18 marzo e il 15 aprile, ed è stato promosso da due tour: il primo, denominato AffiniTour v1.0, ha avuto luogo in Europa e in Israele tra maggio e giugno 2016, mentre il secondo, denominato AffiniTour v2.0, si è svolto tra agosto e settembre 2016 nell'America del Nord e ha visto come gruppo di supporto i Thank You Scientist.
A fine novembre 2016 è stato annunciato il tour Haken X, svoltosi l'anno seguente e volto a celebrare il decimo anniversario dalla fondazione del gruppo. In concomitanza con l'annuncio del tour, il gruppo ha inoltre rivelato la ripubblicazione dei primi due album in studio Aquarius e Visions in edizioni rimasterizzate doppio CD e LP per il 3 febbraio 2017.
Il 10 marzo 2017 è uscito l'album The Further Side dei Nova Collective, supergruppo fondato da Henshall con Dan Briggs dei Between the Buried and Me. Tra giugno e settembre dello stesso anno gli Haken si sono esibiti con il batterista Mike Portnoy e il chitarrista Eric Gillette della The Neal Morse Band in Europa e America eseguendo vari brani dei Dream Theater composti da Portnoy durante la sua permanenza in quest'ultimo gruppo.
Il 22 giugno 2018 il gruppo ha pubblicato il primo album dal vivo L-1VE, contenente la registrazione integrale del loro concerto svoltosi ad Amsterdam l'anno precedente e quattro bonus track filmate al ProgPower USA nel 2016. In seguito, le quattro bonus track sono state pubblicate in versione audio nell'EP L+1VE, uscito a dicembre dello stesso anno.

### Vector,Viruse progetti solisti (2018-2022)

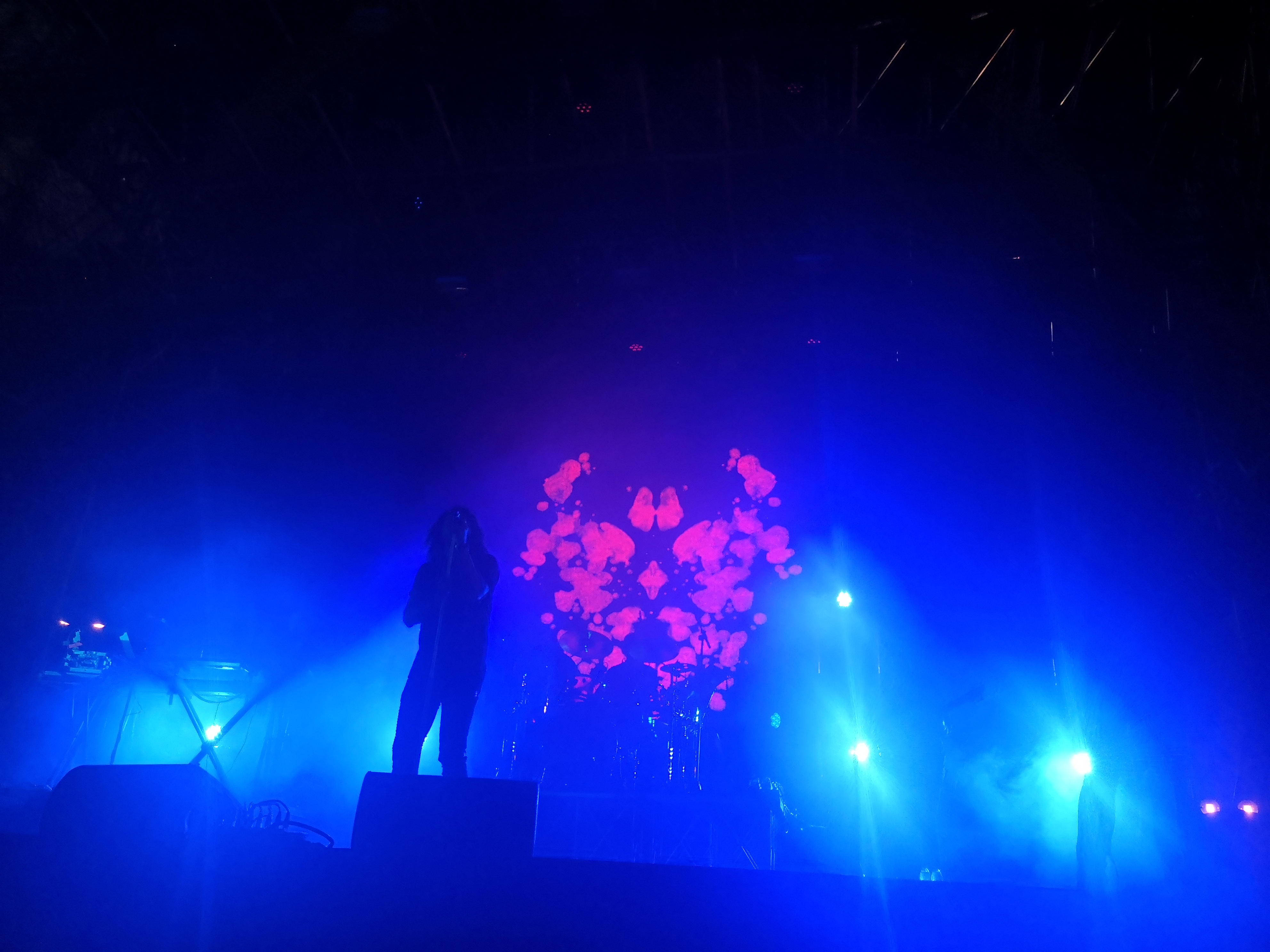
Gli Haken in concerto al Rock in Roma 2019

Simultaneamente all'annuncio di L-1VE gli Haken hanno rivelato l'inizio delle lavorazioni sul quinto album in studio, le cui sonorità sarebbero state più pesanti rispetto ad Affinity:
 Intervistato da Sonic Perspectives, il batterista Raymond Hearne ha ribadito il concetto delle sonorità pesanti per il disco, rivelando inoltre di aver registrato le proprie parti con il produttore Adam "Nolly" Getgood, noto in passato per la sua militanza con i Periphery.
L'album, intitolato Vector, è stato presentato dal gruppo il 2 agosto e pubblicato il 26 ottobre. Da loro autoprodotto, con la partecipazione di Getgood nelle fasi di registrazione e missaggio, il disco è stato anticipato tra agosto e ottobre da tre singoli, The Good Doctor, Puzzle Box e A Cell Divides, e in seguito promosso dal tour North American Entomology 2018 tra fine ottobre e inizio dicembre, dove si sono esibiti insieme ai Leprous e ai Bent Knee. Nel gennaio 2019 si è tenuta la tappa sudamericana del tour, per poi spostarsi in Europa tra febbraio e marzo 2019, durante la quale gli Haken sono stati supportati dai Vola e nuovamente dai Bent Knee. Tra giugno e luglio hanno fatto ritorno in Europa per l'ultima fase del tour, denominata Summer Vectour Europe 2019 (composta da date da headliner e apparizioni in festival, come il Rock in Roma). Tra novembre e dicembre 2019 hanno invece supportato Devin Townsend durante il suo tour europeo, evento ripetutosi anche in America del Nord tra febbraio e marzo 2020; le ultime date di quest'ultima tournée tuttavia sono state cancellate a causa della pandemia di COVID-19.
Nel 2019 Henshall ha debuttato come artista solista pubblicando nel mese di agosto l'album The Cocoon, caratterizzato da sonorità maggiormente ispirate al fusion.

Il 24 luglio 2020 gli Haken hanno pubblicato il sesto album Virus, anticipato tra il 3 aprile e il 22 maggio dai singoli Prosthetic, Canary Yellow e Invasion. Il disco rappresenta il seguito di Vector e narra gli eventi successivi del protagonista, rivelatosi essere il Cockroach King introdotto sette anni prima con l'omonimo brano tratto da The Mountain:
(Raymond Hearne)
Il 1º luglio 2021 è stata annunciata la tournée Invasion 2022 - Level 01: Europe volta a promuovere Virus dal vivo; originariamente programmata per febbraio 2022, il gruppo ha dovuto tuttavia posticiparla a data da destinarsi a causa delle restrizioni dovute alla pandemia di COVID-19. Il 2021 ha segnato inoltre il debutto di Jennings come artista solista, pubblicando nel novembre dello stesso anno l'album di debutto A Shadow of My Future Self e nel febbraio 2022 Troika, quest'ultimo realizzato insieme a Nick D'Virgilio e Neal Morse. Nel 2022 anche Griffiths ha esordito come solista con l'album Tiktaalika.

### Fauna(2022-presente)

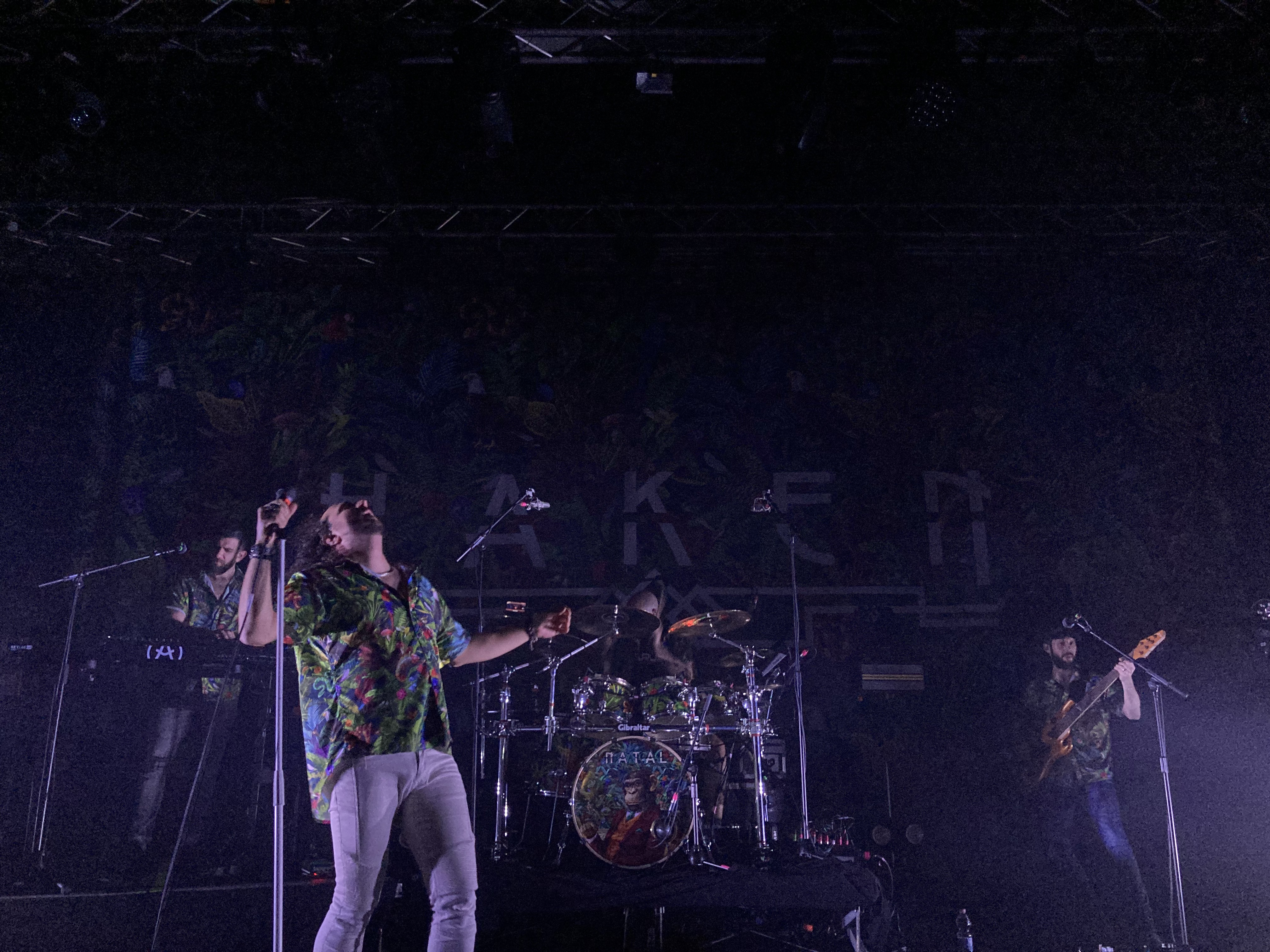
Gli Haken in concerto a Milano durante il loro Island in Limbo Tour

Il 26 aprile 2022 gli Haken sono ritornati sulle scene musicali con la pubblicazione del singolo Nightingale, il primo a figurare il ritorno in formazione del tastierista Peter Jones, annunciato il 19 gennaio precedente in sostituzione di Diego Tejeida, che aveva annunciato il proprio abbandono dal gruppo il 22 novembre 2021 a causa di «visioni musicali differenti». Tra i mesi di maggio e giugno il sestetto si è esibito negli Stati Uniti d'America in qualità di artisti d'apertura ai Symphony X, oltre ad aver tenuto un doppio concerto al festival Cruise to the Edge. Il 25 novembre il gruppo ha diffuso attraverso un sito apposito un puzzle interattivo che una volta risolto ha permesso di rivelare il titolo e la copertina del settimo album, oltre a un breve estratto audio di un nuovo singolo, rivelatosi essere The Alphabet of Me e reso disponibile il 9 dicembre seguente.
L'album, intitolato Fauna, è uscito il 3 marzo 2023 e presenta nove brani (tra cui Taurus e Lovebite, estratti come singoli rispettivamente il 18 gennaio e il 14 febbraio), con uno stile musicale caratterizzato dalla presenza di svariati elementi sonori intrecciati al caratteristico progressive metal del gruppo, passando dal fusion al math rock fino alla musica elettronica e sperimentale.
Tra febbraio e marzo 2023 gli Haken ha intrapreso l'Island in Limbo Tour in qualità di co-headliner insieme ai Between the Buried and Me, tenendo concerti in Europa e presentando dal vivo gran parte dei brani tratti dal precedente Virus (non promosso appieno a causa della pandemia di COVID-19) e alcuni dei singoli di Fauna. Il vero e proprio tour in supporto all'album ha avuto luogo in America, inizialmente tra maggio e giugno sotto il nome di North American Fauna Expedition con date tra Stati Uniti d'America e Canada, e tra settembre e ottobre in alcune città del Centro e Sud America come parte del Latin American Fauna Expedition. Non sono mancate esibizioni in Europa nel corso dell'estate, in cui gli Haken hanno suonato nell'ambito di vari festival, tra cui il Download Festival e il Graspop Metal Festival.
L'anno seguente è stata la volta dell'An Evening with Haken, attraverso cui Fauna è stato eseguito nella sua interezza insieme a una selezione di brani della precedente discografia del sestetto. Il tour ha avuto luogo dapprima in Nord America tra febbraio e marzo e in seguito anche in Europa a settembre. Dalla data tenuta a Londra del 21 settembre è stato estratto l'album dal vivo Liveforms: An Evening with Haken, uscito il 9 maggio 2025.

## Formazione
Attuale
- Ross Jennings – voce (2007-presente)
- Richard Henshall – chitarra, tastiera, cori (2007-presente)
- Peter Jones – tastiera, cori (2007-2008, 2022-presente)
- Raymond Hearne – batteria, percussioni, cori (2007-presente)
- Charlie Griffiths – chitarra, cori (2008-presente)
- Conner Green – basso, cori (2014-presente)

Ex componenti
- Matthew Marshall – chitarra (2007-2008)
- Thomas MacLean – basso, cori (2007-2013)
- Diego Tejeida – tastiera, keytar, cori (2008-2021)

Turnisti
- Pete Rinaldi – basso, cori (2013-2014)

## Discografia

### Album in studio
- 2010 – Aquarius
- 2011 – Visions
- 2013 – The Mountain
- 2016 – Affinity
- 2018 – Vector
- 2020 – Virus
- 2023 – Fauna

### Album dal vivo
- 2018 – L-1VE
- 2025 – Liveforms: An Evening with Haken

## Tournée
- 2012 – Anonymous Visions Tour 2012 (con gli Headspace)
- 2014 – Climbing the Mountain Tour 2014
- 2015 – ResTOURation 2015
- 2016 – AffiniTour v1.0
- 2016 – AffiniTour v2.0
- 2017 – Haken X 10th Anniversary Tour
- 2017 – AffiniTour v3.0
- 2018 – North American Entomology 2018 (con i Leprous)
- 2019 – Transatlantic Vector Studies 2019
- 2019 – Australasian Vector Studies 2019
- 2019 – Summer Vectour Europe 2019
- 2023 – Island in Limbo Tour (con i Between the Buried and Me)
- 2023 – North American Fauna Expedition
- 2023 – Latin American Fauna Expedition
- 2024 – An Evening with Haken